# (11515) Oshijyo
(11515) Oshijyo est un astéroïde de la ceinture principale.

## Description
(11515) Oshijyo est un astéroïde de la ceinture principale. Il fut découvert le 12 février 1991 à Yorii par Masaru Arai et Hiroshi Mori. Il présente une orbite caractérisée par un demi-grand axe de 3,15 UA, une excentricité de 0,09 et une inclinaison de 7,9° par rapport à l'écliptique.

## Compléments